# Wilhelm Schiefer
Wilhelm Schiefer (* 11. Mai 1885 in Germscheid (Asbach); † 9. Februar 1947 in Köln-Ehrenfeld) war ein deutscher Schulleiter und nationalsozialistischer Autor.

## Leben
Nach dem Abitur 1907 in Düren studierte er Geschichte, Erdkunde, Latein und Griechisch in München und Bonn bis zum Staatsexamen 1912. Die Promotion zum Dr. phil. erfolgte am 25. Juli 1913 in Bonn. Seminar- und Probejahr waren in Krefeld und Bad Münstereifel. Wegen des Ersten Weltkrieges leistete er darauf langjährigen Vertretungsunterricht in verschiedenen rheinischen Städten. Die feste Einstellung als Studienrat folgte erst 1921 am Kölner Dreikönigsgymnasium. 1933 wurde er Mitglied der NSDAP und im NS-Lehrerbund. 1935 stieg Schiefer zum Schulleiter, zunächst als Studiendirektor, dann als Oberstudiendirektor, an der ab 1938 so genannten Hindenburg-Oberschule Kleve auf. Zu den Schülern dieser Zeit gehörte Joseph Beuys, der über seine Zeit in der Hitlerjugend selbst erzählt hat und von Schiefer protegiert worden ist.

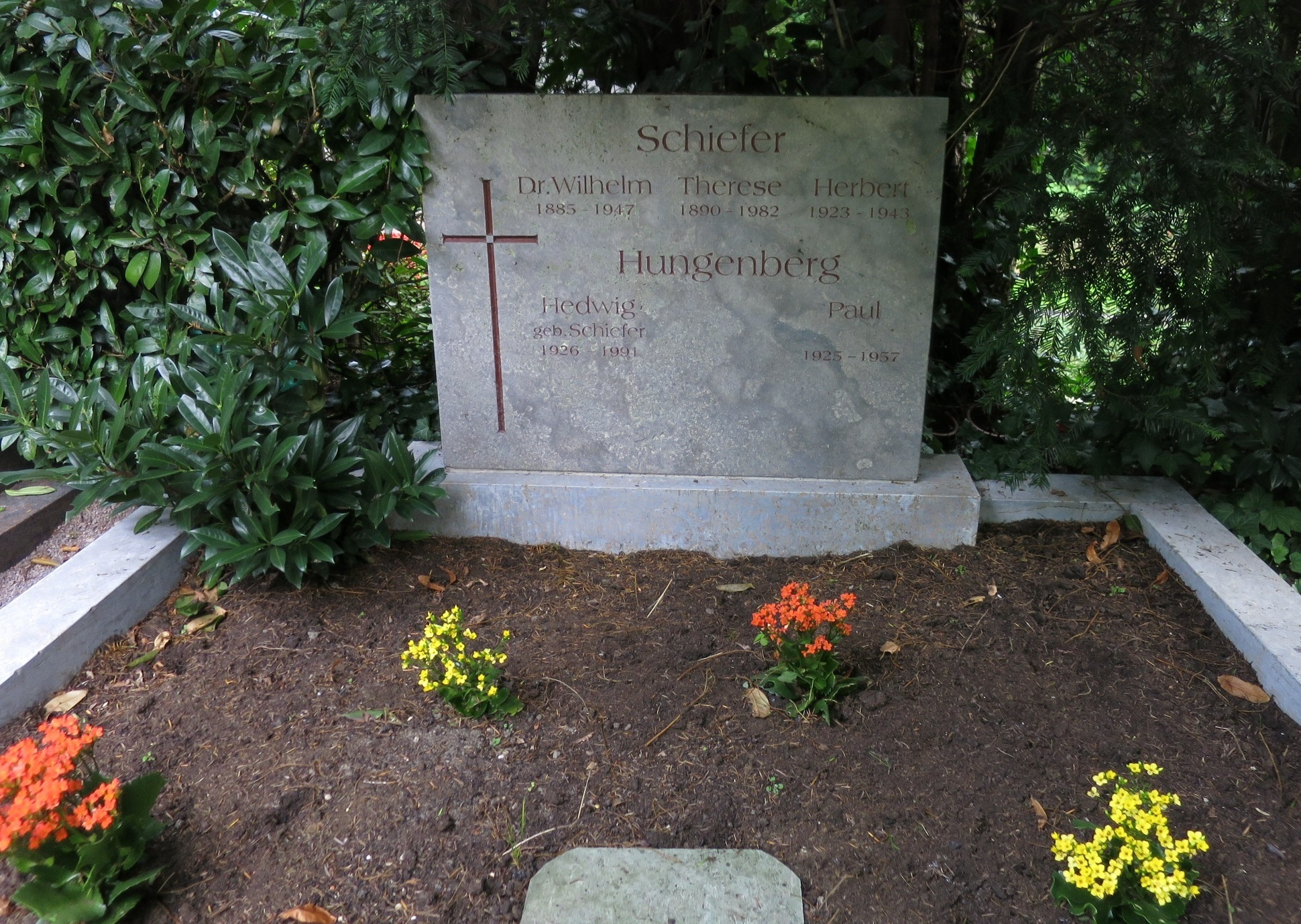
Familiengrab auf Melaten-Friedhof

Schiefer machte sich einen Namen als Bearbeiter des verbreiteten Oberschulen-Geschichtsbuches von Maier-Schirmeyer, das er zusammen mit Walther Hohmann im nationalsozialistischen und rassistischen Sinne umformte. Ab 1939 gaben beide ein neues Buch Volk und Reich der Deutschen im Salle-Verlag heraus, das die Erwartungen der NS-Schulpolitik besser erfüllte.
Sein Sohn war der Erlanger Neurologe Wolfgang Schiefer (1919–1980).
Wilhelm Schiefer wurde im Familiengrab auf dem Kölner Friedhof Melaten (Lit. C, zwischen Lit. H+J) beigesetzt.

## Schriften
- Beiträge zur Lehre vom Repräsentantencharakter der deutschen Landstände, Trier, 1913 [= Bonner Dissertation 1913]
- Volk und Reich der Deutschen: Geschichtsbuch für Oberschulen und Gymnasien. Salle-Verlag, Frankfurt am Main
  - Klasse 1: Von Führern und Helden / Erzählungen aus der deutschen Geschichte, von Hans Reppich, Walther Hohmann (Hrsg.), 1942 ...
  - Klasse 5: Von 1871 bis zur Gegenwart / Bearb. v. Walther Hohmann; Wilhelm Schiefer, 1939

## Einzelbelege
1. ↑  Sterbeurkunde Nr. 774 vom 10.2.1947, Standesamt Köln I. In: LAV NRW R Personenstandsregister, Standesamt Köln I, Sterbefälle, 1947, Bd. 2. Abgerufen am 13. Februar 2018.
2. ↑  Vgl. Hans-Christian Harten, Uwe Neirich, Matthias Schwerendt: Rassenhygiene als Erziehungsideologie des Dritten Reichs. Bio-bibliographisches Handbuch, Akademie Verlag, Edition Bildung und Wissenschaft Band 10, Berlin 2006, ISBN 978-3-05-004094-3, ISBN 3-05-004094-7
3. ↑  Vgl. Hans-Peter Riegel: Beuys: Die Biographie, Berlin 2013 ISBN 978-3351027643

| Personendaten    | Personendaten                              |
| ---------------- | ------------------------------------------ |
| NAME             | Schiefer, Wilhelm                          |
| KURZBESCHREIBUNG | deutscher nationalsozialistischer Pädagoge |
| GEBURTSDATUM     | 11. Mai 1885                               |
| GEBURTSORT       | Germscheid (Asbach)                        |
| STERBEDATUM      | 9. Februar 1947                            |
| STERBEORT        | Ehrenfeld (Köln)                           |